# Víctor Ozuna
Víctor Ricardo Ozuna Riveros (Pilar, 19 aprile 1982) è un ex cestista paraguaiano.

## Carriera
Con il Paraguay ha disputato i Campionati americani del 2011.